# Dinastia nabânida
Os nabânidas (em árabe: أسرة بني نبهان) são membros da família Bani Nabã, que governaram Omã de 1154 até 1624, quando a Dinastia iarúbida assumiu o poder, um de seus legados mais visíveis é o Forte de Bala, que está registrado como patrimônio mundial da Organização das Nações Unidas.

## Contexto
Durante o início do Islã, as tribos no interior de Omã eram lideradas por imãs, que detinham tanto o poder espiritual quanto o temporal. O ramo iamadita das tribos azeditas ganhou poder no século IX. Eles estabeleceram um sistema onde os ulemás dos Banu Sama, a maior das tribos nizaritas do interior, selecionavam o imã. A autoridade dos imãs diminuiu devido a lutas pelo poder. Durante os séculos XI e XII, Omã foi controlado pelo Império Seljúcida, até a sua expulsão em 1154, quando a dinastia nabânida chegou ao poder.

## Governo

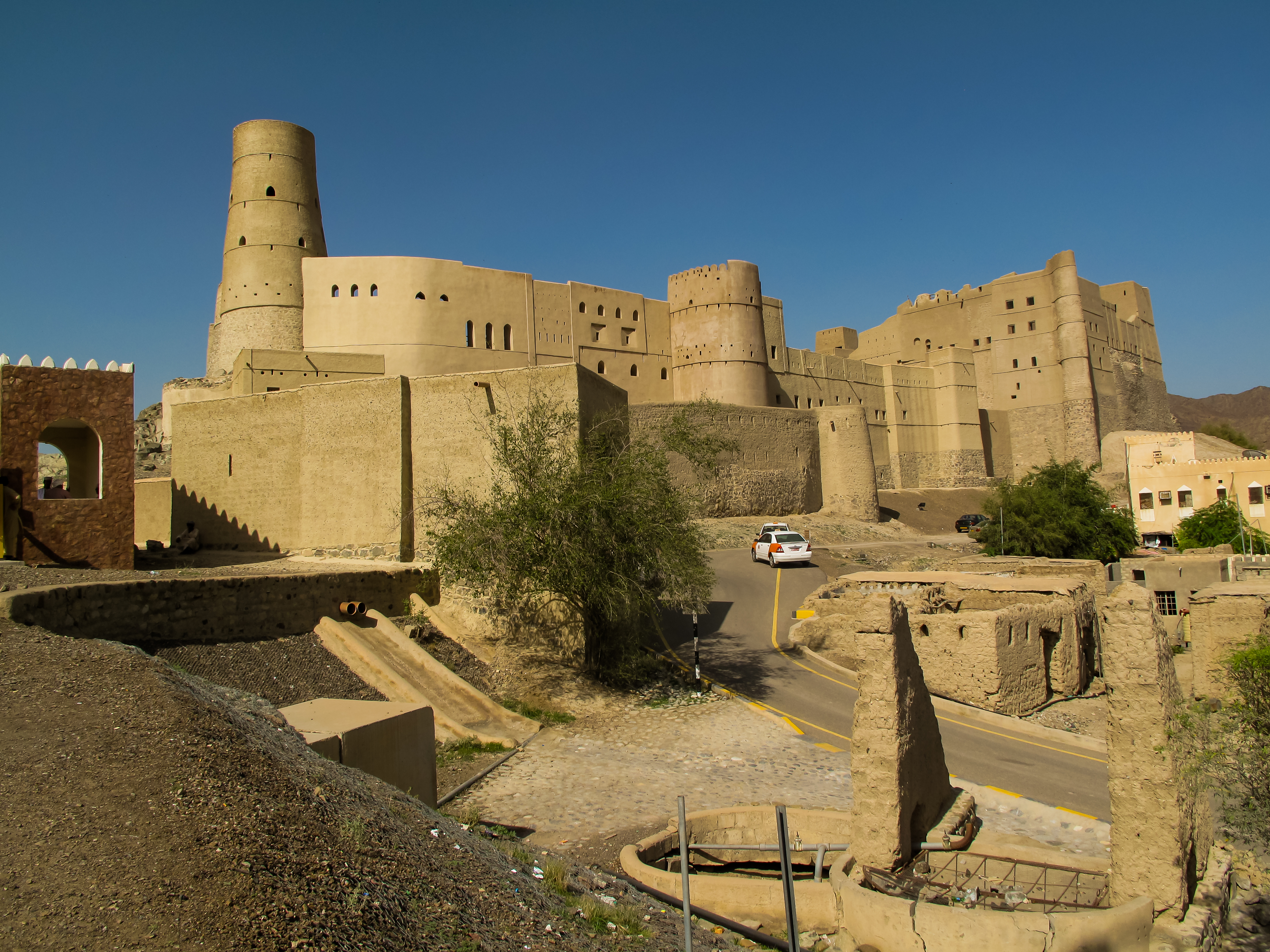
Forte de Bala em 2013 após grande trabalho de restauração na década de 1990

O olíbano de melhor qualidade, um produto valioso na Idade Média, vem de Dofar, no interior do sul de Omã. Os Banu Nabã controlavam o comércio de olíbano na rota terrestre via Soar para o oásis de Iabrim, e depois para o norte para Barém, Baguedade e Damasco. Maomé Alfalá do Banu Nabã emergiu como um líder poderoso em 1151 e assumiu o controle em 1154. Ele viveu até 1176.
Os nabânidas governaram como reis, enquanto os imãs foram reduzidos a um significado amplamente simbólico. Os imãs perderam autoridade moral desde que o título passou a ser tratado como propriedade da tribo dominante a qualquer momento. De acordo com o historiador Sirã ibne Saíde, não havia registros de imãs desde 1153, quando o imã Musa bin Abu Ja'afar morreu, até 1406, quando o imã Hubaice ibne Maomé morreu.
Os nabânidas fizeram sua capital em Bala. O Forte de Bala é chamado Hisne Tamá, e diz-se que leva o nome de um governante iraniano da cidade antes do período islâmico. Provavelmente existem alguns elementos estruturais pré-islâmicos, mas a maioria dos edifícios data do período nabânida. Os edifícios incluem a Mesquita de Sexta-feira, que provavelmente data do século XIV e tem um mirabe elegantemente esculpido. Os edifícios mais recentes parecem datar do início do século XVI. O forte atesta o poder dos nabânidas em seu auge.
O período está mal documentado. Parece que às vezes os nabânidas controlavam apenas parte do interior do país, e outras vezes também dominavam as terras costeiras. Omã sofreu com as invasões persas, e em um ponto a costa foi controlada pelo Reino de Ormuz. Os Banu Nabã foram dominantes sobre as outras tribos até o final do século XV. Há registros de visitas pessoais de governantes nabânidas à Etiópia, Zanzibar, ao arquipélago de Lamu, onde hoje é o Quênia, e à Pérsia. A dinastia nabânida da Ilha Pate no arquipélago de Lamu reivindicou descendência da dinastia de Omã. Aquil ibne Nabã.

## Queda
Omã teve um imã eleito e um sultão nabânida hereditário do século XV ao XVII, com os imãs ganhando poder. O governante nabânida Solimão ibne Mudafar foi removido pelo imã Maomé ibne Ismail (1500-1529). No entanto, os nabânidas se agarraram ao poder na região de Bahla. Em 1507, os portugueses capturaram a cidade costeira de Mascate e gradualmente estenderam seu controle ao longo da costa até Soar no norte e até Sur no sudeste. As histórias de Omã registram que o forte Bahla foi destruído no início do século XVII, pouco antes da dinastia Ya'Aruba assumir o controle de Omã, embora seja possível que partes da antiga estrutura tenham permanecido e tenham sido usadas como base para construções posteriores. Em 1624 Nasir bin Murshid do Ya'Aruba assumiu o controle de Omã.

## Depois
Os nabânidas mantiveram o poder no início do estado iarubi e trataram Jabal Aquedar (As Montanhas Verdes localizadas no interior de Omã) como um emirado. Assim, os nabânidas transferiram suas lealdades do Banu Rauá para o Banu Riã no início do século XVII. Eles se tornaram o tamimá do Banu Riã e príncipes do Jabal Aquedar, e sobreviveram como tal até serem derrotados na guerra de Jabal Aquedar em 1956. Na época, o xeique do Bani Riã era Solimão ibne Himiar Albani, Senhor do Jebel Aquedar - e descendente da antiga dinastia nabânida. Após a guerra, Solimão ibne Himiar fugiu para a Arábia Saudita, onde permaneceu no exílio até retornar a Omã na quinta-feira, 28 de novembro de 1996, onde viveu seus dias restantes em Mascate até morrer na quinta-feira, 7 de maio de 1998 - a maior parte de seus parentes permanecem até hoje vivendo em Mascate, a capital de Omã. 
Embora os iarúbidas governassem sob o título de imã, uma vez que se originaram da dinastia dos reis nabânidas, continuaram a governar como reis herdando o título de imã através da sucessão vertical, contradizendo assim a tradição do imamado que estabelece que o imã deve ser escolhido entre entre os ahl al-hal wal 'aqd transliterado como "aqueles que soltam e ligam". (Este conceito evoluiu durante o período do Culafa Arraxidum como um mecanismo para escolher o líder dos muçulmanos. Os ahl al-hal wal 'aqd são as principais personalidades da sociedade que são conhecedoras e têm um histórico comprovado de sinceridade e sacrifício. Eles não têm interesses pessoais ou de classe. A pessoa que é nomeada líder também não cobiça tal posição, mas é vista como a mais adequada para o trabalho.)